# Constantin Iordachi
Constantin Iordachi (* 1970) ist ein rumänischer Historiker und Hochschullehrer an der Central European University (CEU) in Ungarn.
An der Universität Bukarest legte er 1995 den Master in Geschichte ab, dem ein Master am Institut für internationale Studien in Leeds folgte. 1998/99 war er Visiting Doctoral Student an der University of Pittsburgh, Abteilung Russische und osteuropäische Studien. Den Ph.D. in Vergleichender Geschichte legte er 2003 an der CEU in Budapest ab. Die Habilitation folgte 2017 an der CEU. Er war Kodirektor des CEU-HESP (Higher Education Support Program) Comparative History Project 2006–2010. Dann leitete er 2009 bis 2011 die Schule für historische und interdisziplinäre Studien und war von 2008 bis 2011 der Leiter der Abteilung Geschichte an der CEU. Er ist Mitherausgeber und Chefredakteur der Zeitschrift East Central Europe.
Er ist Präsident des Internationalen Verbandes zur vergleichenden Faschismusforschung und Mitglied im Wissenschaftlichen Beirat des Hauses der Europäischen Geschichte.

## Schriften
- Liberalism, Constitutional Nationalism and Minorities: The Making of Romanian Citizenship, C. 1750–1918 (Balkan Studies Library, Band 25), Brill, Leiden 2019, ISBN 978-90-04-35888-1
- The Making of Romania: Nationality and Citizenship in the Balkans After the Ottoman Empire, Tauris 2016, ISBN 978-1-78453-566-7
- Comparative Fascist Studies: New Perspectives, Routledge 2009, ISBN 978-0-415-46222-8
- Mitautor: Noble Fascists? European Aristocracies and the Radical Right, hg. v. Karina Urbach, Oxford University Press, 2007
- Charisma, Politics and Violence: The Legion of the „Archangel Michael“ in: Inter-war Romania, Trondheim Studies on East European Cultures & Societies, Trondheim 2004
- From the „Right of the Natives“ to „Constitutional Nationalism“: The Making of Romanian Citizenship, 1817–1919, Dissertation Budapest 2003
- Citizenship, Nation and State-Building: The Integration of Northern Dobrogea in Romania, 1878–1913, University of Pittsburgh, 2002 (Carl Back Papers in Russian and East European Studies No. 1607) (2019 ausgezeichnet mit dem CEU Award für herausragende Forschung)

## Einzelbelege
1. ↑  East Central Europe
2. ↑  Governance. comfas, abgerufen am 29. Oktober 2019.

| Personendaten    | Personendaten          |
| ---------------- | ---------------------- |
| NAME             | Iordachi, Constantin   |
| KURZBESCHREIBUNG | rumänischer Historiker |
| GEBURTSDATUM     | 1970                   |